# 橋本美香
橋本 美香（はしもと みか、1980年2月7日 - ）は、日本のアイドル歌手。制服向上委員会会長。3期生、元5代目リーダー。千葉県出身。血液型はB型。

## 来歴・人物
- 1995年8月27日、こまばエミナースにて制服向上委員会のメンバーとしてデビュー。以降、10年以上にわたりメンバーとして活動し、中期以降の同グループを陰に陽に支えた重要な人物の一人である。5代目リーダーを4年間つとめた後、会長としてグループを統率した。制服向上委員会の楽曲の作詞、作曲も手がけ、CD作成時には、ディレクター、コーラスアレンジも務めた。アコースティックのステージではギターを担当したほか、制服向上委員会内のユニットHellow等にも参加していた。
- 2006年9月24日、第414回制服の日〜制服向上委員会 卒業記念公演〜「祝！SKiの生誕14年祭」の公演内で、橋本美香の大卒業式典が催された。
- 2007年からは、ユニット“THE DUET”を中心に活動していたが、2010年8月以降は、ソロ活動が中心となっている。
- 2010年9月の制服向上委員会再始動に伴い再び会長を務めており、コンサート等の活動にも制服向上委員会のメンバーとともに参加しているが、通常は制服を着用しない。
- ソロ活動時には、「はしもとみか」を名乗っていたこともあるが、その後「橋本美香」に統一されている。
- 自身および制服向上委員会の作詞、作曲を行うほか、森下純菜などにも楽曲を提供している。
- 東北地方太平洋沖地震を端緒として発生した福島第一原子力発電所事故の後、さようなら原発1000万人アクション、脱原発世界会議など多数の脱原発アクションに参加している。
- 歌手活動の他、音楽イベントや脱原発イベントなどの司会を務めることも多い。
- 2012年4月には、これまでの制服向上委員会での活動をまとめた「脱がない、媚びない、NOと言えるアイドル」を発表した。

## 主な作品
制服向上委員会及びそのユニットでの作品は制服向上委員会の項を参照のこと。

### シングル
- みかづき(2001年6月1日)
- お墓参り(2006年4月1日)

### アルバム
- かれん(2001年10月1日)
- グレイトフル・デッドを聴きながら(2011年3月1日)

### 著書
- 脱がない、媚びない、NOと言えるアイドル(2012年4月1日)

## THE DUET
- 2007年に橋本美香と制服向上委員会8期生であった松尾真冬が結成したユニット。正式な結成前から、実質的な二人のデュエット集である「デュエット」を制服向上委員会の28枚目のアルバムとして2005年11月に発表するなど、二人で歌うことが多かった。
- 2008年6月に松尾真冬が脱退、7月から原宿ロンチャーズ出身の木田沙織が参加。
- 2009年11月に木田沙織が脱退、2010年1月から大瀬あみが参加。
- 2010年8月の大瀬あみ脱退に伴い活動休止。
- 2008年2月から、THE DUETのメンバーが並行してPetty Bookaに参加し、3月にはSXSWに参加するとともに全米ツアーを行った。
- 2010年1月に行われたカーペンターズトリビュートコンサートは、木田沙織脱退後大瀬あみ加入前であったため、制服向上委員会初代リーダーであった吉成圭子が橋本美香と二人で参加した。

### シングル
- ニッポン(2007年4月1日）
- カヤポ(2007年5月1日、PANTA&中川五郎 withTHE DUET)

### アルバム
- カーペンターズ・フォーエバー(2010年1月13日、カーペンターズトリビュートアルバムに「恋よさようなら」で参加）